# 会昌街道
会昌街道，是中华人民共和国河南省焦作市孟州市下辖的一个乡镇级行政单位。

## 行政区划
会昌街道下辖以下地区：
梅花园社区、双桥社区、商贸城社区、明珠社区、龙湾社区、坛西社区、西关社区、坛东社区、廉桥村、西街村、红星村、许村、北韩庄村、西何庄村、将台街村、小坡掌村、堤北头村、斗鸡台村、南贺庄村、冯园村、三道沟村、中曹村、东曹村、侯庄村、南关村、竹园村、寺村、大宋庄村和张厚村。